# Kullamaa
Kullamaa är en by i västra Estland. Den ligger i Lääne-Nigula kommun i landskapet Läänemaa, 70 km sydväst om huvudstaden Tallinn. Kullamaa var centralort i Kullamaa kommun 1992–2017. Antalet invånare är 332.
Kullamaa ligger på 29 meters höjd och terrängen runt Kullamaa är mycket platt. Runt Kullamaa är det mycket glesbefolkat, med 5 invånare per kvadratkilometer. Närmaste större samhälle är Palivere, 14 km nordväst om Kullamaa. I omgivningarna runt Kullamaa växer i huvudsak blandskog.
Trakten ingår i den hemiboreala klimatzonen. Årsmedeltemperaturen i trakten är 2 °C. Den varmaste månaden är juli, då medeltemperaturen är 17 °C, och den kallaste är februari, med −11 °C.